# Футбольна федерація Ефіопії
Футбольна федерація Ефіопії (англ. Ethiopian Football Federation) — організація, яка здійснює контроль та управління футболом в Ефіопії. Знаходиться в столиці країни Аддис-Абебі. Федерація контролює національну, жіночу та молодіжні збірні Ефіопії, організовує проведення національного чемпіонату та другого дивізіону, а також проводить розіграш національного кубка.
Футбольну федерацію було засновано у 1943 році. У 1952 році організація була прийнята у ФІФА. У 1957 році ФФЕ стала однією із засновниць КАФ разом з футбольними асоціаціями Єгипту, Судану, ПАС. У 1983 році Ефіопія вступила до КЕСАФА.